# Kalujîne, Verhnodniprovsk
Kalujîne (în ucraineană Калужине) este un sat în comuna Dniprovokameanka din raionul Verhnodniprovsk, regiunea Dnipropetrovsk, Ucraina.

## Demografie
Componența lingvistică a localității Kalujîne
     Ucraineană (91,84%)
     Rusă (8,16%)
Conform recensământului din 2001, majoritatea populației localității Kalujîne era vorbitoare de ucraineană (91,84%), existând în minoritate și vorbitori de rusă (8,16%).